# 3-hexanamina
La 3-hexanamina es una amina primaria con fórmula molecular C6H15N.
- Datos: Q5651958